# Amnesty International
Az Amnesty International (Amnesty-ként és AI-ként is ismert) egy civil szervezet, mely világszerte az emberi jogokért küzd több mint 3 millió tagjával és támogatójával. A szervezet célja, hogy „kutatásokat végezzen és cselekvésre ösztönözzön annak érdekében, hogy megakadályozza és megszüntesse az emberjogi visszaéléseket, és igazságot vívjon ki azoknak, akiknek a jogai csorbultak.”
Az Amnesty Internationalt Londonban alapította Peter Benenson jogász azt követően, hogy 1961. május 28-án publikálta Az elfelejtett foglyok című írását. Az Amnesty felhívja a figyelmet az emberjogi visszaélésekre, és kampányol a nemzetközi jogoknak és normáknak való megfelelésért. Azokra a kormányokra, amelyek teret engednek a visszaéléseknek, a közvélemény mozgósításával gyakorol hatást. A szervezet 1976-ban Erasmus-díjat kapott, 1977-ben elnyerte a Nobel-békedíjat a kínzás ellenes kampányáért, majd 1978-ban az Egyesült Nemzetek emberi jogi díjával tüntették ki.
A nemzetközi emberjogi szervezetek területén az Amnesty rendelkezik a legrégebbi múlttal és legnagyobb elismertséggel és „sokan tekintik a teljes emberi jogi mozgalom etalonjának.”

## Története

### 1960-as évek
Az Amnesty Internationalt Peter Benenson brit munkaügyi jogász alapította 1961 júliusában Londonban. Saját elmondása szerint a londoni metrón utazott 1960. november 19-én, amikor olvasta, hogy két coimbrai portugál diákot hét év börtönre ítéltek, mert állítólag „koccintottak a szabadságra.”
A kérdéses újságcikket a kutatók eddig még nem találták meg. Portugáliát 1960-ban António de Oliveira Salazar államfő irányította az Estado Novo („Új állam”) alkotmány szerint. Ez a kormány természeténél fogva autoriter és erősen antikommunista volt, az állam ellenségeit elnyomta és portugálellenesnek kiáltotta ki. Saját, Az elfelejtett foglyok című cikkében Peter Benenson erre úgy reagált, hogy „ha a hét bármely napján az ember végigolvas egy újságot, biztos, hogy található benne olyan cikk, amiben valakit bebörtönöztek, megkínoztak vagy kivégeztek, mert véleménye vagy vallása elfogadhatatlan a kormánya számára. […] Az olvasón úrrá lesz az émelyítő tehetetlenség érzése. Ha azonban ezt a fajta undort tettekké lehetne kovácsolni, akkor talán lehetne tenni valamit.”
Ebben az időben Benenson barátjával, Eric Bakerrel dolgozott. Baker tagja volt a Barátok Vallásos Társaságának, amely részt vett a brit Kampány a Nukleáris Leszerelésért (CND) szervezet finanszírozásában, és mindemellett a Kvéker Béke és Társadalmi Tanú vezetője volt, Benenson memoárjában pedig úgy jellemezte, mint „partner a projekt elindításában.” Más írókkal, akadémikusokkal és jogászokkal (különösen Alec Diggesszel) folytatott konzultáció után Louis Blom-Cooperen keresztül írtak az Observer szerkesztőjének, David Astornak, aki 1961. május 28-án publikálta Benenson cikkét, Az elfelejtett foglyokat.
Ez a cikk felhívta az olvasó figyelmét azokra, akiket „bebörtönöztek, megkínoztak vagy kivégeztek, mert véleményük vagy vallásuk nem egyezett kormányukéval”, más szóval azokra a kormányokra, melyek megsértik az emberi jogok egyetemes nyilatkozatának (UDHR) 18-as és 19-es cikkét. A cikk leírása szerint ezek a jogsértések globális szinten a sajtószabadság, a politikai ellenzék, az időszerű, nyilvános és független bíróság előtti tárgyalás illetve a menedékjog korlátozásának kontextusában nyilvánulnak meg. Ez jelentette az „Amnesztiát 1961” elindítását azzal a céllal, hogy gyorsan és széles körben mozgósítsa a közvéleményt azoknak a személyeknek a védelmében, akiket Benenson „lelkiismereti foglyoknak” nevezett.
Az Amnesztiát 1961 számos nemzetközi lapban jelent meg. Benenson ugyanebben az évben publikálta Üldözés, 1961 (Persecution, 1961) című könyvét, amelyben saját és Baker nyomozása alapján részletekbe menően beszámolt kilenc lelkiismereti fogolyról (Maurice Adin, Ashton Jones, Agostinho Neto, Patrick Duncan, Olga Ivinskaya, Luis Taruc, Constantin Noica, Antonio Amat és Hu Feng). 1961 júliusában a vezetőség úgy döntött, hogy a felhívással létrehozzák egy állandó szervezet, az Amnesty alapjait, amelynek az első ülését Londonban tartják. Benenson biztosította, hogy mind a három nagy politikai párt képviseltetve legyen, beleértve a Munkáspárt, a Konzervatív Párt és a Liberális Párt parlamenti képviselőit. 1962. szeptember 30-án a szervezetet hivatalosan is Amnesty Internationalnek nevezték el. Az Amnesztiát 1961 és 1962 szeptembere között az Amnesty International egyszerűen csak Amnesty-ként volt ismert.
Ami eleinte egy egyszerű, rövid felhívásként indult, hamar egy olyan állandó nemzetközi mozgalommá nőtte ki magát, amely azért munkálkodik, hogy védje azokat, akik nézeteik erőszakmentes kifejezése miatt kerültek börtönbe, és hogy biztosítsa az ENSZ Emberi jogok egyetemes nyilatkozatának 18-as és 19-es cikkének világszerte való elismerését. A szervezet munkájának a kutatás és a kampányolás már a kezdetektől része volt. Létrehoztak egy könyvtárat a lelkiismereti foglyokról szóló információkkal, és alapítottak egy helyi csoportokból álló hálózatot, a THREES-t. Minden egyes csoport három fogolyért dolgozott, akik közül mindegyik az akkori három nagy ideológiai régiók egyikéből, a kommunizmusból, a kapitalizmusból és a fejlődő országokból származott.
A hatvanas évek közepére az Amnesty International globális jelenléte egyre növekedett, és ezért létrehozták a Nemzetközi Titkárságot és a Nemzetközi Elnökséget, hogy az egyre több országban létrejövő nemzeti szervezeti egységek, a szekciók munkáját irányítsák. A nemzetközi szervezet elkezdte kialakítani saját alapelveit és módszereit. Ilyen volt például az az egyhangú döntés, mely szerint az olyan rabok, akik pártolták az erőszakot (mint Nelson Mandela), nem tekinthetők lelkiismereti fogolynak. A könyvtári és csoportos munkák mellett az Amnesty International munkája kiterjedt arra is, hogy a foglyok családját segítse, megfigyelőket küldjön bírósági tárgyalásokra, egyes kormányok ellen felszólaljon és menedékjogot vagy tengerentúli munkalehetőséget biztosítson a foglyoknak.
Tevékenysége és befolyása a nemzetközi szervezetek között is egyre nőtt, melynek köszönhetően még az évtized vége előtt tanácsadói státuszt kapott az ENSZ-ben, az Európai Tanácsban és az UNESCOban.

### 1970-es évek
Ebben az évtizedben Seán MacBride és Martin Ennals voltak az Amnesty vezető alakjai. Amellett, hogy a munka tovább folyt a lelkiismereti foglyokért, a szervezet tevékenységi köre kiterjedt olyan témakörökre is, mint a tisztességes tárgyaláshoz való jog és a tárgyalás nélküli huzamosabb ideig tartó fogva tartás, különösképpen a rabok kínzása ellenfolytatott harc(Emberi jogok egyetemes nyilatkozatának 9. és 5. cikke). Az Amnesty International úgy hitte, hogy a kormányok mögöttes szándéka a kínzásokkal az információszerzés, az ellenállás terrorral történő elfojtása vagy mindkettő. Szintén komoly aggodalomra adott okot a kifinomultabb kínzási módszerek, felszerelések exportja és tanítása a nagyhatalmakból a védnökségük alatt álló országokba, mint ahogy azt az Amerikai Egyesült Államok tette a CIA-n keresztül.
A szervezet ezért jelentéseket gyűjtött azon országokból, ahonnan az állítólagos kínzásokról szóló hírek a leggyakoribbnak és a legtudatosabban szervezettnek tűntek, majd nemzetközi konferenciát szervezett a kínzás témájában. A kínzás elleni kampány, mely éveken keresztül tartott, a közvélemény befolyásolásával igyekezett nyomást gyakorolni a nemzeti kormányokra.
Az Amnesty International taglétszáma az 1969-es 15 000-ről 1979-re 200 000-re nőtt. Ez a forrásokban való növekedés lehetővé tette „a börtönfalakon túl” program kiterjesztését olyan területekre, mint az „eltűnések”, a halálbüntetés és a menekültek jogai. Az új úttörő módszer, a „Sürgős Akció” arra irányult, hogy a tagságot villámgyorsan mobilizálja. Az első ilyen akció 1973. március 19-én indult Luiz Basilio Rossi brazil akadémikusért, akit politikai okokból tartóztattak le.
Kormányközi szinten az Amnesty International a Fogvatartottakkal Való Bánásmódra Vonatkozó ENSZ Minimum Standard Szabályok és a már létező emberi jogi egyezmények alkalmazásáért, valamint 1976-ban az ENSZ két emberi jogi egyezményének ratifikálásáért lobbizott. Ennek a megegyezésnek jelentős szerepe volt olyan további eszközök és rendelkezések megalkotásában, melyek akadályozzák a fenti gyakorlatokat. Az Amnesty az Emberi Jogok Amerikaközi Bizottságában 1972-ben kapta meg a konzultációs státust.
1976-ban az Amnesty brit részlege elindított egy adománygyűjtést, amely „A Titkosrendőrök bálja” eseménysorozatként vált ismertté. Ezeket az eseményeket Londonban rendezték, kezdetben mint komédia gálákat, olyan szereplők részvételével, akiket a Daily Telegraph „a brit vígjáték színejavának” nevezett, köztük a Monty Python színtársulatot, az előadások később pedig népszerű rock zenekarokkal is kibővültek. A rendezvénysorozatot a volt Monty Python-tag, John Cleese és Martin Lewis szórakoztatóipari szakember dolgozta ki szorosan együttműködve az Amnesty tagjaival, Peter Luff-fal (az Amnesty igazgatóhelyettese 1974 és 1978 között) és később Peter Walkerrel (az Amnesty adományszervezési felelőse 1978 és 1982 között). Cleese, Lewis és Luff 1976-ban és 1977-ben együtt dolgoztak az első két show műsoron. Cleese, Lewis és Walker az 1979-es és 1981-es műsorokon dolgoztak együtt, melyek elsőként nyerték el a Daily Telegraph szerint „briliánsan átkeresztelt” Titkosrendőrök bálja címet.
A szervezetet a kínzás ellenes kampányáért 1977-ben kitüntették a Nobel-békedíjjal, majd 1978-ban pedig az Egyesült Nemzetek emberi jogi díjával. and the United Nations Prize in the Field of Human Rights in 1978.

### 1980-as évek
Az Amnesty International az 1980-as évekre egyre több kormány kritikájának célpontjává vált. A Szovjetunió kémkedéssel gyanúsította, a marokkói kormány törvényszegőket védő szervezetként bélyegezte, az argentin kormány pedig betiltotta az Amnesty 1983-as éves jelentését.
A nyolcvanas években az Amnesty International tovább folytatta a kínzás elleni és a lelkiismereti foglyok védelméért folytatott kampányt. Új problémák is felütötték a fejüket, mint például a bírósági eljáráson kívüli kivégzések, katonai, védelmi és rendőrségi áthelyezések, politikai gyilkosságok és eltűnések.
Az évtized vége felé a menekültek világszerte egyre növekvő száma élénkülő figyelmet kapott a szervezeten belül. Míg ebben az időben sok menekült kényszerült hazája elhagyására háború vagy éhség miatt, az Amnesty International alapszabálya szerint azokra koncentrálta tevékenységét, akik az olyan jogsértések miatt kényszerültek menekülni, amelyek ellen a szervezet is harcolt. Az érv az volt, hogy ahelyett, hogy a kormány új korlátozásokat vezetne be a menekültstátuszt kérőkkel szemben, inkább azokra az emberi jogi kihágásokra kellene választ adni, melyek száműzetésbe kényszerítik az embereket.
Az évtized első felében megrendezett második, kínzás ellenes kampányon túl még két jelentős zenés rendezvényt szerveztek, amelyek az emberi jogok és az Amnesty munkájának társadalmi tudatosítását hivatottak növelni, elsősorban a fiatalabb generáció körében. Az 1986-os Remény Összeesküvése (A Conspiracy of Hope) turné öt koncertet tartalmazott az Egyesült Államokban, és egy teljes napos show műsorban tetőzött több mint 30 előadással a Giants Stadionban. A másik jelentős rendezvény pedig az Emberi jogok MOST! (Human Rights Now) világturné volt, amelynek az időzítése egybeesett az ENSZ Emberi Jogok Egyetemes Nyilatkozatának negyvenedik évfordulójával. A rendezvény alatt öt kontinensen folytak a koncertek hat hét leforgása alatt. Mindkét turnén szerepeltek az akkori idők leghíresebb zenészei és bandái.

### 1990-es évek
Az 1990-es évek során az Amnesty International folyamatosan növekedett, és tagjainak száma 150 országban elérte a 3 milliót. A szervezet vezetői feladatait a szenegáli főtitkár, Pierre Sané látta el. Az Amnesty számos ügy és világesemény kapcsán szólalt fel. Dél-afrikai csoportok 1992-ben Pierre Sanéval közösen találkoztak az apartheid kormánnyal, hogy kivizsgálást követeljenek az állítólagos rendőri túlkapások ügyében annak érdekében, hogy véget vessenek a fegyverkereskedelemnek az afrikai Nagytavak régiójában, valamint a halálbüntetés eltörlését sürgessék.
Az Amnesty International különösen a veszélyeztetett csoportokra hívta fel a figyelmet, beleértve a menekülteket, faji/etnikai/vallási kisebbségeket, nőket és mindazokat, akiket kivégeztek vagy a halálsoron vártak. A halálbüntetésről szóló jelentés , amely a When the state kills (Amikor az állam gyilkol) (ISBN 978-0-691-10261-0) címmel jelent meg, valamint az „Az Emberi Jogok a Nők Jogai is” kampány kulcsfontosságú volt két későbbi ügy kapcsán. Az 1990-es évek alatt az Amnesty International kénytelen volt reagálni az emberi jogi visszaélésekre, amelyek az angolai, kelet-timori, perzsa-öbölbeli, ruandai és volt jugoszláviai fegyveres összetűzések kapcsán tömegesen fordultak elő. Az Amnesty International nem nyilatkozott amellett vagy az ellen, hogy külföldi hadügyi jelenlét indokolt volt-e ezekben a fegyveres konfliktusokban. Nem utasította vissza (és nem is utasítja vissza) az erőszak használatát, még a fegyveres közbelépést sem, vagy kérte volna arra őket, hogy letegyék a fegyvert. Ehelyett megkérdőjelezte azon mozgató erőket, amelyek a külső beavatkozás mögött álltak, és a nemzetközi hadi lépések összetételét, amelyek azon stratégiai érdekekhez fűződtek, hogy küldjenek-e oda haderőt vagy sem. Vitába szállt azért, hogy lépéseket kellene tenni az emberi jogi problémák emberi jogi katasztrófákká válásának megelőzése érdekében, és mind a beavatkozás, mind a tétlenség kapcsán bírálta a nemzetközi közösséget.
1995-ben, amikor az AI be akarta mutatni, hogy a Shell olajvállalat hogyan játszott szerepet Ken Saro-Wiwa, egy környezetjogi és emberjogi aktivista halálában, megállították a folyamatot. Az újságok és a reklámcégek megtagadták, hogy AI-s reklámokat jelentessenek meg, mert a Shell Olajvállalat szintén vásárlójuk volt. A Shell fő érve az volt, hogy egy olyan országban termelt ki olajat, amely már régen megszegte az emberi jogokat, és nem volt módja rájuk erőltetni az emberi jogi irányelveket. Hogy szembeszálljon a felháborodással, amelyet az AI próbált elérni, rögtön megjelentette, hogy a Shell hogyan segítette az általános életmód javulását Nigériában. Salil Shetty, az Amnesty igazgatója mondta, hogy "A közösségi média újraenergizálja a globális állampolgár ideálját”. James M. Russell felhívta a figyelmet arra, hogy a magánmédia profitmotiváltsága hogyan áll szemben azokkal a történetekkel, amelyeket az AI próbál kommunikálni.
Amnesty International jelentős tevékenységet folytatott abban, hogy az emberi jogokat egyetemesnek ismerjék el. A 'Get Up, Sign Up' („Ébredj fel, Írd alá”) kampány az Emberi Jogok Egyetemes Nyilatkozatának elmúlt 50 évét mutatta be. Tizenhárommillió támogató aláírást gyűjtöttek, és megtartották Párizsban a Decl koncertet 1998. december 10-én (az emberi jogok világnapján). Kormányzati szinten, az Amnesty International vitába szállt amellett, hogy létrehozzanak egy ENSZ Emberjogi Főbiztost (1993-ban létrehozták), és egy Nemzetközi Bűnügyi Bíróságot (2002-ben jött létre).
Miután 1998-ban Londonban a Metropolitan Police letartóztatta Pinochet szenátort, volt chilei elnököt, az Amnesty International belekeveredett a Pinochetet övező jogi vitába, mely arra irányult, hogy elkerüljék a szenátor kiadatását Spanyolország felé, megakadályozva azt, hogy vádat emeljenek ellene. A döntés meghozatalában részt vevő Lord Hoffman indirekt kapcsolatban állt az Amnesty Internationallel, amely fontos elfogultsági indítvány benyújtásához vezetett az Egyesült Királyság jogrendszerében. Az akkori brit belügyminiszter, Jack Straw indítványozására fellebbviteli pert indítottak Pinochet szenátor kiadatása ellen már azelőtt, hogy az ítéletet egyáltalán meghozták volna, annak érdekében, hogy megakadályozzák Pinochet kiadatását. A londoni felső bíróság megtagadta Pinochet szenátor kiadatását, akit elengedtek, majd hazatért Chilébe. Ez a fellebbezési eljárás egy újszerű kísérlet volt arra, hogy jogi folyamatok felhasználásával támadjanak meg egy olyan ítéletet, amelyet még nem hoztak meg. Ezt nagyon nehéz összeegyeztetni a joguralom doktrínájával, hiszen azt feltételezné, hogy a belügyminiszter jogi hibát vétett, akármilyen motivációi is voltak a döntésére vonatkozólag.

### 2000-es évek
2000 után az Amnesty International fő tevékenysége a globalizáció által megjelenő kihívásokra, és a 2001. szeptember 11-i egyesült államokbeli támadásokra történő válaszadásokra irányult. A globalizáció ügye egy nagyobb átrendeződést váltott ki az Amnesty International irányelveiben, melynek eredményeképp a szervezet tevékenységi köre szélesebbé vált, hogy magába foglalja a gazdasági, szociális, és kulturális jogokat, olyan területeket, amelyekbe a múltban nem akart bekapcsolódni. Az Amnesty International úgy érezte, hogy ez a változás fontos, és nem csak azért, hogy hitelt adjon a jogok oszthatatlanságáról szóló alapelvének, hanem azért is, mert a globalizáció eredményeképp felismerte a cégek veszélyesen növekvő erejét és számos nemzetállam hanyatlását.
A szeptember 11-i támadások után az Amnesty International új Főtitkára Irene Khan, arról számolt be, hogy egy vezető kormányzati tiszt a következőt mondta az Amnesty International küldötteknek: „Az Amnesty szerepe összeomlott, amikor az ikertornyok összeomlottak New Yorkban.” A támadásokat követő években néhányan úgy ítélték meg, hogy mindazok az eredmények, amelyeket az emberjogi szervezetek kivívtak az elmúlt évtizedekben, feltehetőleg eltörlődtek. Az Amnesty International amellett érvelt, hogy az emberi jogok mindannyiunk biztonságának az alapját, nem pedig akadályát jelentik. A Bush-kormány és a The Washington Post- részéről éles kritikát váltott ki Khan 2005-ös megnyilvánulása, melyben az Egyesült Államok kormányának a kubai Guantánamói-öbölben működő fegyelmi intézetét egy szovjet gulághoz hasonlította.
Az új évtized első felében az Amnesty International a nők elleni erőszak, a világ fegyverkereskedelmének szabályozása, az ENSZ hatékonyságára irányuló aggályok és a kínzások megszüntetésének szorgalmazása felé fordította a figyelmét. A 2005-re közel kétmilliós tagsági létszámmal rendelkező Amnesty folytatta a lelkiismereti foglyokért végzett munkáját 2007-ben az AI Nemzetközi Elnöksége úgy döntött, hogy támogatja az abortuszhoz való jogot „észszerű korlátok között, nemi erőszak, vérfertőzés vagy háztartásbeli erőszak következtében, vagy olyan esetekben, amikor a terhesség veszélyezteti az édesanya életét vagy egészségét.”
Az iraki háború kapcsán az Amnesty International 2008. március 17-én arról tudósított, hogy azon állítások ellenére, miszerint az iraki biztonsági helyzet javult az elmúlt hónapokban, az emberjogi helyzet a háború öt évvel azelőtti, 2003-as kezdete óta katasztrofális állapotban van. 2008-ban az Amnesty International egy mobiltelefonos adománygyűjtő kampányt indított az Egyesült Államokban, amely lehetővé tette a támogatóknak, hogy a 90999-es telefonszámra a RIGHTS (jogok) szót SMS-ben beküldve 5 dolláros mikro-adományokkal segítsék munkáját. Az Amnesty International mobilos adománygyűjtő kampányát az Mgive-vel és a Mobile Giving Foundation-nel (Mobilos Adományozó Alapítvánnyal) együttműködésben hozták létre.
2009-ben az Amnesty International Izraelt és a palesztin Hamász mozgalmat háborús bűntettek elkövetésével vádolta Izrael januári, „Öntött ólom”hadművelet névre hallató gázai támadása okán, amely több mint 1400 palesztin és 13 izraeli halálát eredményezte. A 117 oldalas Amnesty beszámoló az izraeli haderőket védtelen polgárok százainak meggyilkolásával és több ezer otthon kegyetlen lerombolásával vádolta. Az Amnesty bizonyítékot talált rá, hogy a palesztin katonák emberi pajzsokat használtak arra, hogy megállítsák az izraeli támadásokat. Az ENSZ Gázai Konfliktussal Foglalkozó Tényfeltáró Bizottságának vizsgálatát követően az Amnesty azt állította, hogy az eredmények, megegyeznek mindazokkal, amelyeket az Amnesty saját tényfeltáró missziója során talált, és azonnali cselekvésre szólította fel az ENSZ-t a küldetést követően tett javaslatok teljesítésének érdekében.

### 2010-es évek
2010 februárjában az Amnesty felfüggesztette állásából Gita Sahgal-t, a gender ügyekkel foglalkozó részleg vezetőjét, miután kritizálta az Amnesty-t Moazzam Begg-el, a Cageprisoners képviseleti csoport vezetőjével való kapcsolata miatt. Ezeket a kapcsolatokat „súlyos tévedésnek” minősítette, amely kockára teszi az Amnesty megítélését az emberi jogok területén, és úgy nyilatkozott, hogy hiba volt „a tálibok leghangosabb nagy-britanniai szószólójával” szövetkezni. Az Amnesty válaszában kifejtette, hogy Sahgal nem azért került felfüggesztésre mert "ezeket az ügyeket belső körökben megemlítette..., [Begg] a saját nézeteiről beszél..., nem pedig az Amnesty International-éről.” Saghal támogatói között szerepelt Salman Rushdie
(„Az Amnesty... felmérhetetlen károkat okozott a jó hírében... Nagyon úgy tűnik, hogy az Amnesty vezetése egyfajta morális csődtől szenved, és elveszítette a képességét arra, hogy megkülönböztesse a helyeset a helytelentől”), valamint Denis MacShane, Joan Smith, Christopher Hitchens, Martin Bright, Melanie Phillips, és Nick Cohen parlamenti képviselők.
2011 februárjában az Amnesty kérelmezte, hogy a svájci hatóságok kezdeményezzenek bűnügyi nyomozást az Egyesült Államok egykori elnöke, George W. Bush ellen, és tartóztassák le.
2011 júliusában az Amnesty International fennállásának ötvenedik évfordulóját egy rövid animációs filmmel ünnepelte, Carlos Lascano rendezésében, az Eallin Motion Art and Dreamlife Studio produkciójában, zenéjét pedig az Oscar-díjas Hans Zimmer és az Oscarra jelölt Lorne Balfe szerezte. A film bemutatja, hogy az emberiségért folytatott harc még nem ért véget.

## Alapelvek
Az AI programjának nagy részét az úgynevezett „erőszak záradék” tartalmazza. A lelkiismereti foglyokat különválasztja a bebörtönzöttek egyéb kategóriáitól, akikért a mozgalomdolgozik. Ha egy rabot tisztességes tárgyalás során ítéltek el erőszakos cselekmény miatt, az AI nem kérvényezi a kormánytól a fogvatartott szabadon engedését.
Az AI nem ítéli meg, hogy az erőszak igénybevétele jogos volt-e vagy sem. Az AI azonban nem helyezi magát szembe magának az erőszaknak a politikai használatával, mivel az Emberi Jogok Egyetemes Nyilatkozatának Bevezetője meghatároz olyan helyzeteket, melyek során az ember „végső szükségében a zsarnokság és az elnyomás elleni lázadásra kényszerülhet.”
Az AI nem támogatja és nem is ítéli el az erőszak alkalmazását önmagában politikai csoportok között, ugyanúgy, ahogyan az AI nem támogatja és nem ítéli el azt sem, hogy egy kormány katonai erőket vessen be fegyveres ellenzéki mozgalmakkal szemben. Támogatja azonban a humanitárius minimumszabályokat, melyeket mind a kormányoknak, mind a politikai csoportoknak tiszteletben kell tartaniuk. Az AI elítéli azokat a cselekményeket, amikor egy ellenzéki mozgalom megkínozza vagy meggyilkolja a foglyait, túszokat ejt, vagy szánt szándékkal és önkényesen gyilkol.

## Munkássága
Az Amnesty International munkássága során elsősorban kormányokat céloz meg, de beszámol civil testületekről és magánszemélyekről („nem állami szereplők”) is.
Az Amnesty hat kulcsterülettel foglalkozik:
- a nők, a gyermekek, a kisebbségek és az őslakosok jogaival

- a kínzás felszámolásával

- a halálbüntetés eltörlésével

- a menekültek jogaival

- a lelkiismereti foglyok jogaival

- és az emberi méltóság védelmével.

A szervezet határozott céljai közé tartozik a halálbüntetés, a bírósági eljáráson kívüli kivégzések és az „eltűnések” felszámolása, a nemzetközi emberi jogoknak megfelelő börtönkörülmények biztosítása, a politikai elítéltek számára gyors és tisztességes bírói eljárás biztosítása, a gyermekek számára ingyenes oktatás biztosítása világszerte, az abortusz dekriminalizációja, az igazságszolgáltatásban megjelenő büntetlenség elleni harc, a gyermekkatonák toborzása és bevetése elleni harc, a lelkiismereti foglyok fogva tartásból való kiengedése, a hátrányos helyzetben élő közösségek gazdasági, társadalmi és kulturális jogainak elősegítése, az emberi jogok védelmezőinek oltalma, a vallási tolerancia elősegítése, az LMBT (leszbikus, meleg, biszexuális és transznemű) jogok védelme, a kínzás és az embertelen bánásmód elleni harc, a törvénytelen gyilkolások megállítása a katonai konfliktusok színterén, a menekültek, a be- és kivándorlók, és a menekültjoghoz folyamodó emberek jogainak fenntartása, valamint az emberi méltóság védelme.
Hogy elősegítse céljainak megvalósulását, az Amnesty International számos módszert fejlesztett ki az információk közzétételére és a közvélemény mozgósítására. A szervezet egyik erősségének tekinti, hogy pártatlan és pontos beszámolókat készít. Jelentéseiket alapos kutatás előzi meg: áldozatokat és hivatalos személyeket interjúvolnak meg, bírósági eljárásokat követnek végig, helyi emberi jogi aktivistákkal dolgoznak együtt és a médiát is ellenőrzik. Az Amnesty igyekszik időszerű sajtóközleményeket kiadni, valamint hírleveleken és weboldalakon keresztül felvilágosítást adni. Ezeken kívül még hivatalos missziókat is küld különböző országokba, hogy előzékeny, de célravezető kutatásokat folytassanak.
A közvélemény mozgósítására irányuló kampányok egyéni, országos vagy tematikus formát ölthetnek. Számos eszközt bevetnek, mint például a közvetlen fellebbezést (pl. levélírás); kiaknázzák a médiában rejlő lehetőséget is, a nyilvánosságra hoznak különböző információkat és tüntetéseket is szoktak tartani. Gyakran a kampány során pénzgyűjtést is rendeznek. Az Amnesty International az azonnali figyelmet követelő helyzetekben sürgős akció vagy válságkezelő hálózatához, minden egyéb esetben pedig tagjaihoz fordul. A szervezet másik kulcsfontosságú erősségének tekinti hatalmas emberi erőforrásait.
Az Amnesty International munkásságának nagyon hatása van arra, hogy a lakosság figyelmét felhívják az emberi jogi problémákra. Ezek a csoportok különféle módon, nyomásgyakorlással és emberi erővel hatnak az országokra és a kormányokra, hogy szolgáltassanak igazságokat polgáraiknak. Az Amnesty International ténykedésére jó példa, hogy az 1960-as évek óta levelek írásával próbálják rávenni a hatóságokat, hogy engedjék szabadon az erőszakmentes véleménynyilvánításért elítélt embereket. Ez a csoport mostanra nagy befolyásra tett szert, jelen van az ENSZ ülésein és a szervezet egyik információforrásává nőtte ki magát. A civil szervezetek egyre növekvő jelenléte és részvétele jelentősen megváltoztatja az életünket. Felix Dodds egy nem is olyan régi okiratban jelentette ki, hogy „1972-ben 39 demokratikus ország volt a világon. 2002-ben azonban már 139." mutatja, hogy a civil szervezetek csekély idő leforgása alatt nagyon nagy hatással vannak az emberi jogokra.

## A figyelem középpontjában lévő országok
Az Amnesty aránytalanul sokszor számol be demokratikusabb és nyitottabb országokról, azzal érvelve, hogy nem az a szándékuk, hogy egy sor olyan beszámolót készítsenek, melyek statisztikailag alátámasztják a világon előforduló emberi jogokkal való visszaéléseket, hanem sokkalta inkább szeretnének a közvéleményre nyomást gyakorolva fejlődést elősegíteni.
Mind a kulcsfontosságú szerepet betöltő nyugati kormányok, mind a főbb egyéb államok magatartásának demonstrációs hatása fontos tényező: ahogyan az Amnesty egyik volt főtitkára rávilágított, „sok ország és rengeteg ember számára az Egyesült Államok egyfajta modellként szolgál”, továbbá, az Amnesty egyik ügyvezetője szerint a „nagy országok befolyással bírnak a kis országokra.” Mindezek mellett, a hidegháború végeztével az Amnesty szükségét érezte annak, hogy északon nagyobb hangsúlyt helyezzen az emberi jogokra, hogy megmutassa, hogy igenis hajlandó emberi jogi esetekre valóban az egész világra kiterjedő módon reagálni, ezáltal is növelve hitelességét, melyet délen sokan bíráltak.
Egy ezen meggondolások alapján írt tanulmány szerint az Amnesty beszámolóinak gyakoriságát az emberi jogokkal való visszaélések gyakorisága és komolysága mellett sok egyéb tényező is befolyásolja. Példának okáért, az Amnesty jelentősen többet számol be mint amire az emberi jogokkal való visszaélésekből következtetve számítani lehetne) jobb gazdasági helyzetben lévő országokról, és olyan országokról, melyek amerikai katonai segélyt kapnak, azon az alapon, hogy a visszaélések tekintetében ez a fajta nyugati összejátszás növeli annak az esélyét, hogy a nyilvánosság képes lesz nyomást gyakorolni és változást hozni. Ezen kívül, 1993-94 folyamán az Amnesty nagyon tudatosan alakította médiakapcsolatait, csökkentette a háttérbeszámolók számát és több sajtóközleményt adott ki, ezzel növelve beszámolóinak hatásfokát.
A sajtóközlemények megírása során részben a híradásokból merítenek, a híreket eszközként használva, hogy megvitassák az Amnesty emberi jogi érdekeltségeit. Ezáltal az Amnesty több figyelmet szentel olyan országoknak, amelyekben a média is jobban érdekelt.
2012-ben Kristyan Benedict, az Amnesty egyesült királyságbeli kampányigazgatója felsorolt számos olyan országot, „rezsimeket, amelyek megsértik az emberek alapvető egyetemes jogait.” Ezek közé tartozik Burma (mai Mianmar), Irán, Izrael, Észak-Korea és Szudán.
Az Amnesty figyelmének középpontjában álló országok nagyjából megegyeznek más, hasonló civil szervezetek érdekeltségével, különös tekintettel a Human Rights Watch-ra (HRW), azaz Emberi Jogi Figyelő): 1991 és 2000 között az Amnesty és a HRW TOP 10-es ország listáján tízből nyolc ország megegyezett (az Amnesty sajtóközleményei szerint; 7 az Amnesty beszámolói szerint). Ezen kívül, a kilencvenes évek alatt a HRW által legtöbbet emlegetett 10 ország közül 6 abban az időben a The Economist és a Newsweek „leginkább lefedett” listájára is felkerült.
| Sorrend                                             | Ország                                            | #Sajtóközlemények | Össz % |
| --------------------------------------------------- | ------------------------------------------------- | ----------------- | ------ |
| 1                                                   | Egyesült Államok                                  | 136               | 4.24   |
| 2                                                   | Izrael (beleértve Ciszjordánia és a Gázai övezet) | 128               | 3.99   |
| 3                                                   | Indonézia és Kelet Timor                          | 119               | 3.71   |
|                                                     | Törökország                                       | 119               | 3.71   |
| 4                                                   | Kínai Népköztársaság                              | 115               | 3.58   |
| 5                                                   | Szerbia és Montenegró                             | 104               | 3.24   |
| 6                                                   | Egyesült Királyság                                | 103               | 3.21   |
| 7                                                   | India                                             | 85                | 2.65   |
| 8                                                   | Szovjetunió és Oroszországi Föderáció             | 80                | 2.49   |
| 9                                                   | Ruanda                                            | 64                | 2.00   |
| 10                                                  | Srí Lanka                                         | 59                | 1.84   |
| Forrás: Ronand et al. (2005:568) Data for 1986–2000 |                                                   |                   |        |

| Sorrend                                             | Ország                                            | #Jelentések | Össz % |
| --------------------------------------------------- | ------------------------------------------------- | ----------- | ------ |
| 1                                                   | Törökország                                       | 394         | 3.91   |
| 2                                                   | Szovjetunió és Oroszországi Föderáció             | 374         | 3.71   |
| 3                                                   | Kínai Népköztársaság                              | 357         | 3.54   |
| 4                                                   | Egyesült Államok                                  | 349         | 3.46   |
| 5                                                   | Izrael (beleértve Ciszjordánia és a Gázai Övezet) | 323         | 3.21   |
| 6                                                   | Dél Korea                                         | 305         | 3.03   |
| 7                                                   | Indonézia és Kelet Timor                          | 253         | 2.51   |
| 8                                                   | Kolumbia                                          | 197         | 1.96   |
| 9                                                   | Peru                                              | 192         | 1.91   |
| 10                                                  | India                                             | 178         | 1.77   |
| Forrás: Ronand et al. (2005:568) Data for 1986–2000 |                                                   |             |        |

2012 augusztusában, Indiában az Amnesty International igazgatója egy pártatlan nyomozást kezdeményezett az ENSZ vezetésével, hogy igazságot szolgáltassanak a srí lankai háborús bűncselekmények áldozatai számára.

## Szervezete
Az Amnesty International túlnyomó részt önkéntesekből áll, de van egy kis létszámú fizetett alkalmazotti kör. Azon országokban, ahol az AI erőteljesen jelen van, a tagok „szervezetekbe” szerveződnek. A szervezetek általában a tagok segítségével, akik néha „csoportokat” alkotnak, az Amnesty International különböző tevékenységeit irányítják, és mellettük van egy szakmai vezetői réteg is. Mindegyik csoportban van egy igazgatótanács. 2005-ben globális szinten 52 osztály volt. A „struktúrák” a feltörekvő szervezetek. Ezek szintén alaptevékenységeket irányítanak, de kisebb lélekszámú tagsággal és korlátozott számú alkalmazottal rendelkeznek. Azokban az országokban, ahol sem szervezet, sem struktúra nem működik, az emberek „nemzetközi tagok” lehetnek. Két további szervezeti modell létezik még az Amnesty Internationalben; a „nemzetközi hálózatok”, amelyek meghatározott témákat támogatnak vagy különleges elvek alapján működnek és a „csatlakozott csoportok”, amelyek az osztályokéhoz hasonló munkát végeznek, csak elszigetelve.
A fentebb felvázolt szervezeti egységeket az International Council, vagyis Nemzetközi Tanács (IC) képviseli, amelyet az IC elnöke vezet. A szervezetek és struktúrák tagjai a tagságuk méretének megfelelően egy vagy több képviselőt választhatnak a Tanácsba. Az IC meghívhatja a találkozókra a Nemzetközi Hálózatok képviselőit vagy más egyéneket, de csak a szervezeteknek és struktúráknak van szavazati joga. Az IC feladatai közé tartozik a belső kormányzati testületek választása és beszámoltatása, valamint a mozgalom irányelveinek meghatározása. Az IC-t kétévente hívják össze.
Az International Executive Committee-t, vagyis a Nemzetközi Elnökséget (IEC) az IEC elnök vezeti, nyolc tagja van, plusz az IEC kincstárnoka. Az IC választja meg, őt képviseli, és évente kétszer gyűlnek össze a tagjai. Az IEC feladata az, hogy az Amnesty International nevében döntéseket hozzon, az IC által megfogalmazott stratégiát foganatosítsa, és hogy biztosítsa, hogy a szervezet az alapszabály szerint működjön.
Az International Secretariat, azaz a Nemzetközi Titkárság (IS) az IEC és az IC irányítása alatt az Amnesty International vezetésért és mindennapi ügyeiért felelős szerv. Nagyjából 500 tagból álló szakmai személyzet dolgozik a titkárságnak, melynek élén a Főtitkár áll. Az IS számos munkaprogramot irányít, továbbá foglalkozik a nemzetközi joggal és szervezeteivel, kutatással, kampányokkal, mozgósítással és a kommunikációval is. Hivatalai az 1960-as évekbeli alapítás óta Londonban találhatóak.
- Amnesty International szervezetek, 2005

Algéria, Amerikai Egyesült Államok, Argentína, Ausztrália, Ausztria, Belgium (francia nyelvterület), Belgium (holland nyelvterület), Benin, Bermuda, Chile, Dánia, Egyesült Királyság, Elefántcsontpart, Feröer-szigetek, Finnország, Franciaország, Fülöp-szigetek, Görögország, Guyana, Hollandia, Hongkong, Izland, Izrael, Írország, Japán, Kanada (angol nyelvterület), Kanada (francia nyelvterület), Koreai Köztársaság, Lengyelország, Luxemburg, Marokkó, Mauritius, Mexikó, Nepál, Németország, Norvégia, Olaszország, Peru, Portugália, Puerto Rico, Sierra Leone, Spanyolország, Svájc, Svédország, Szenegál, Szlovénia, Tajvan, Togo, Tunézia, Uruguay, Új-Zéland, Venezuela
- Amnesty International struktúrák, 2005

Bolívia, Burkina Faso, Curaçao, Csehország, Dél-afrikai Köztársaság, Fehéroroszország, Gambia, Horvátország, Magyarország, Malajzia, Mali, Moldova, Mongólia, Pakisztán, Paraguay, Szlovákia, Thaiföld, Törökország, Ukrajna, Zambia, Zimbabwe
- IEC Elnökök

Seán MacBride, 1965–1974; Dirk Börner, 1974–1977; Thomas Hammarberg, 1977-1979; José Zalaquett, 1979–1982; Suriya Wickremasinghe, 1982–1985; Wolfgang Heinz, 1985–1996; Franca Sciuto, 1986–1989; Peter Duffy, 1989–1991; Annette Fischer, 1991–1992; Ross Daniels, 1993–1997; Susan Waltz, 1996–1998; Mahmoud Ben Romdhane, 1999–2000; Colm O Cuanachain, 2001–2002; Paul Hoffman, 2003-2004; Jaap Jacobson, 2005; Hanna Roberts, 2005–2006; Lilian Gonçalves-Ho Kang You, 2006–2007; Peter Pack, 2007–2011 and Pietro Antonioli,2011–jelenleg is.
- Főtitkárok

| Főtitkár          | Tisztség  | Származás          |
| ----------------- | --------- | ------------------ |
| Peter Benenson    | 1961–1966 | Egyesült Királyság |
| Eric Baker        | 1966–1968 | Egyesült Királyság |
| Martin Ennals     | 1968–1980 | Egyesült Királyság |
| Thomas Hammarberg | 1980–1986 | Svédország         |
| Ian Martin        | 1986–1992 | Egyesült Királyság |
| Pierre Sané       | 1992–2001 | Szenegál           |
| Irene Khan        | 2001–2010 | Banglades          |
| Salil Shetty      | 2010–2018 | India              |

## Pénzügyi támogatások
Az Amnesty International a nemzetközi tagságaiból befolyó adományokból és tagdíjakból tartja fenn magát, és nem fogad el semmilyen adományt az államtól vagy bármilyen állami szervezettől. A weboldaluk szerint: „Ezekkel a magánszemélyektől kapott adományokkal a szervezet meg tudja tartani a teljes függetlenségét minden kormánnyal, politikai ideológiával, gazdasággal és vallással szembe. Nem keresünk, illetve nem is fogadunk el semmilyen támogatást az emberi jogok védelme érdekében egyik kormánytól vagy politikai párttól sem, egyedül általunk alaposan átvizsgált cégektől fogadunk el bármilyen nemű adományt. Ezzel a pénzgyűjtési módszerrel képesek vagyunk szilárdak és megingatatlanok maradni a mindenkori emberi jogok védelmében.”
Ennek ellenére, az AI igenis kapott támogatást az Angol Nemzetközi Fejlődési Osztálytól, az Európai Bizottságtól, az Amerikai Külügyminisztériumtól és még néhány másik államtól is.

## Kritikák
A szervezetet érő kritikák közé tartozik, hogy egyes állítások szerint túlfizetett a menedzsmentje, nem fordít elég figyelmet a tengerentúli dolgozók védelmére, kapcsolatban áll olyan szervezetekkel, amelyeknek kétségbe vonható a múltja az emberi jogok védelmében, statisztikáit mintavételi torzítás jellemzi, nem nyugati és nyugati támogatást kapó országok ideológiáját és külpolitikáját bírálja, valamint az abortusszal kapcsolatos nézeteit is gyakran éri kritika.[forrás?]
Kanadában, Kínában, Kongóban, Iránban, Izraelben, Szaúd-Arábiában, Vietnamban, Oroszországban és az USA-ban az állam és támogatói bírálták az AI kritikáit az ottani politikai élettel kapcsolatban, arra alapozva, hogy egyoldalú a hírközlésük, és hogy nem mérik fel jól az ország biztonságát fenyegető tényezőket. Ezekben az országokban – illetve más, az Amnesty-t kritizáló országokban is – az AI nyíltan kifejezte kétségeit az emberi jogok tiszteletben tartásával kapcsolatban. 2011 februárjában az AI konfliktusba került a brit Unite szakszervezettel, mely szerint az Amnesty állítólag nem veszi figyelembe a külföldön dolgozók jogait.

## Fizetési botrány
2011 februárjában az angol újságok nyilvánosságra hozták az AI 2009-2010 évi költségvetésből, hogy Irene Khan 533,103 fontos végkielégítést kapott, miután felmondott a szervezetnél 2009. december 31-én. Ez az összeg majdnem négyszerese az évi fizetésének, ami £132,490 volt. Kate Gilmore, a főtitkárhelyettes, aki szintén 2009 decemberében hagyta ott a szervezetet, £320,000 ex gratia juttatást kapott. Peter Pack, az AI Nemzetközi Elnökségének vezetője a következőt nyilatkozta 2011. február 19-én: „Azok az összegek, amelyeket a távozó főtitkár, Irene Khan részére fizettünk ki, és bekerültek az AI (Amnesty International) Kft. költségvetésébe 2010. március 31-ig bezáródóan, egy bizalmas megállapodás részét képezik Irene Khan és a szervezet között”, és hogy „a megállapodás feltételeiből kifolyólag egyik fél sem adhat bővebb információt az üggyel kapcsolatban.”
A szervezet első reakciója a kiszivárogtatott összegről óriási felháborodáshoz vezetett. Philip Daves, Shipley konzervatív parlamenti képviselője a Daily Expressnek adott interjújában élesen elítélte az ügyet: „Biztos vagyok benne, hogy a rengeteg ember, aki abban a hitben adományozott a szervezetnek, hogy jobb hellyé teszi a világot, álmában sem gondolt volna arra, hogy az adomány végül egy pénzeszsák kezében köt ki. Nagyon sok adományozó fog kiábrándulni a szervezet hitelességéből.” Február 21-én Pack közzétett egy újabb nyilatkozatot, amely szerint „ez egy különleges szituáció volt” és „ a szervezet érdekében történt”, valamint „soha többé nem fog újra megtörténni.”Azt is elmondta, hogy „az új főtitkárunk az IEC támogatásával indítványozta, hogy nézzék át a munkavállalási szabályokat, és gondoskodni fog róla, hogy ne ismétlődjön meg ez az eset.” Pack arról is biztosította a sajtót, hogy „a szervezetünk teljesen elkötelezett, hogy a támogatást, amit emberek millióitól kap, mind az emberi jogok védelmére fordítsa.” Február 25-én Pack egy még hosszabb belső nyilatkozatot adott ki, amelyet az AI tagjainak és dolgozóinak szánt. Röviden, a nyilatkozatban az állt, hogy az IEC 2008-ban úgy döntött, nem hosszabbítja meg második alkalommal is Khan szerződését. A következő hónapokban kiderült, hogy az angol munkavállalási törvények miatt a szervezetnek három lehetőség közül kellett választani Khan jövőjét illetően: a harmadik ciklusra is meghosszabbíthatja a szerződését, lelépteti a pozíciójáról, ami jogi vitákba is fulladhat vagy pénzbeli juttatást ajánl neki.

## Helyi szervezetek
| Helyi szervezetek                        | Helyi weboldalak                                                                  |
| ---------------------------------------- | --------------------------------------------------------------------------------- |
| Amnesty International Argentína          | www.amnistia.org.ar                                                               |
| Amnesty International Ausztrália         | www.amnesty.org.au                                                                |
| Amnesty International Ausztria           | www.amnesty.at                                                                    |
| Amnesty International Bermuda            | www.amnestybermuda.org                                                            |
| Amnesty International Chile              | www.amnistia.cl                                                                   |
| Amnesty International Dánia              | www.amnesty.dk                                                                    |
| Amnesty International Dél-Korea)         | www.amnesty.or.kr                                                                 |
| Amnesty International Egyesült Királyság | www.amnesty.org.uk                                                                |
| Amnesty International Franciaország      | www.amnesty.fr                                                                    |
| Amnesty International Fülöp-szigetek     | www.amnesty.org.ph                                                                |
| Amnesty International Hollandia          | www.amnesty.nl                                                                    |
| Amnesty International Hong Kong          | www.amnesty.org.hk Archiválva 2021. január 17-i dátummal a Wayback Machine-ben    |
| Amnesty International Írország           | www.amnesty.ie                                                                    |
| Amnesty International Izland             | www.amnesty.is                                                                    |
| Amnesty International Izrael             | www.amnesty.org.il                                                                |
| Amnesty International Japán              | www.amnesty.or.jp                                                                 |
| Amnesty International Jersey             | www.amnesty.org.je Archiválva 2020. augusztus 17-i dátummal a Wayback Machine-ben |
| Amnesty International Kanada             | www.amnesty.ca                                                                    |
| Amnesty International Lengyelország      | www.amnesty.org.pl                                                                |
| Amnesty International Luxemburg          | www.amnesty.lu                                                                    |
| Amnesty International Magyarország       | www.amnesty.hu/                                                                   |
| Amnesty International Malajzia           | www.aimalaysia.org                                                                |
| Amnesty International Mauritius          | www.amnestymauritius.org                                                          |
| Amnesty International Marokkó            | www.amnestymaroc.org                                                              |
| Amnesty International Mexikó             | www.amnistia.org.mx                                                               |
| Amnesty International Németország        | www.amnesty.de                                                                    |
| Amnesty International Nepál              | www.amnestynepal.org                                                              |
| Amnesty International Norvégia           | www.amnesty.no                                                                    |
| Amnesty International Olaszország        | www.amnesty.it                                                                    |
| Amnesty International Peru               | www.amnistia.org.pe                                                               |
| Amnesty International Portugália         | www.amnistia-internacional.pt                                                     |
| Amnesty International Puerto Rico        | www.amnistiapr.org                                                                |
| Amnesty International Spanyolország      | www.es.amnesty.org                                                                |
| Amnesty International Svájc              | www.amnesty.ch                                                                    |
| Amnesty International Svédország         | www.amnesty.se                                                                    |
| Amnesty International Szenegál           | www.amnesty.sn                                                                    |
| Amnesty International Szlovénia          | www.amnesty.si                                                                    |
| Amnesty International Tajvan             | www.amnesty.tw                                                                    |
| Amnesty International Togo               | www.amnesty.tg                                                                    |
| Amnesty International Törökország        | www.amnesty.org.tr                                                                |
| Amnesty International Ukrajna            | www.amnesty.org.ua                                                                |
| Amnesty International USA                | www.amnestyusa.org                                                                |
| Amnesty International Új-Zéland          | www.amnesty.org.nz                                                                |

## Fordítás
- Ez a szócikk részben vagy egészben  az   Amnesty International című angol Wikipédia-szócikk ezen változatának fordításán alapul.  Az eredeti cikk szerkesztőit annak laptörténete sorolja fel. Ez a jelzés csupán a megfogalmazás eredetét és a szerzői jogokat jelzi, nem szolgál a cikkben szereplő információk forrásmegjelöléseként.

### Külső hivatkozások
- Amnesty International (angol, arab, francia, spanyol)
- Amnesty International Magyarország (magyar)